# Forces Especials de Corea del Nord
Les Forces Especials de Corea del Nord (en coreà: 특수 부대 북한) son una branca de l'Exèrcit Popular de Corea (EPC), les forces armades de Corea del Nord, i estan formades per unitats militars d'elit especialment equipades i entrenades per dur a terme operacions militars, polítiques i psicològiques. Les unitats estan actives per defensar Corea del Nord i operen al voltant de Corea del Sud des del final de la Guerra de Corea (1950-1953). Hi ha prop de 180,000 soldats d'aquestes forces.

## Missió
Les missions de les FECN són per trencar les defenses de Corea del Sud, crear un segon front en la rereguarda de l'enemic i dur a terme el reconeixement estratègic del camp de batalla.

## Història
La data oficial de la formació de les FECN és difícil de saber, però els informes d'activitat d'aquestes forces estan datats el 30 d'octubre de 1968. En aquesta data comandos marins van desembarcar a les platges situades de Samcheok a Uljin, Corea del Sud, i després d'una sèrie de batalles es van retirar de nou a Corea del Nord. Kim Il-sung, fundador de Corea del Nord, va esmentar que les FECN “son la forces d'elit més fortes de l'Exèrcit Popular de Corea i és l'exclusiva força d'avantguarda de les Forces Armades de la República Popular Democràtica de Corea (RPDC)”.

## Organització

### Força Aèria
Les FECN fan servir els avions Antónov An-24 per infiltrar-se per l'aire. L'An-24 pot transportar als paracaigudistes per llançar-se des de l'aire. Gràcies al fuselatge del An-24 és possible aterrar en un aeròdrom i recollir als paracaigudistes.

### Brigades de reconeixement
De vegades conegudes com a brigades de “franctiradors”, són part de la intel·ligència terrestre del EPC. Aquestes unitats també tenen la capacitat per dur a terme l'acció directa. Elles estan entrenades i equipades per apoderar-se o destruir objectius estratègics dins de la República de Corea (Corea del Sud). A més, se sospita que aquestes unitats duen a terme intents d'assassinat.

### Infanteria lleugera
Els batallons d'infanteria lleugera del EPC són l'avantguarda i la rereguarda està a càrrec de les unitats de cossos. Aquests batallons són similars als seus contrapartes amfíbies d'infanteria lleugera amb excepció de l'entrenament marí. L'enfocament principal de la infanteria lleugera és la "infiltració ràpida i la interrupció a les zones de rereguarda de l'enemic a través del moviment ocult". Les missions de la infanteria lleugera inclouen la presa de les línies de comunicació i la destrucció d'objectius estratègics com a plantes nuclears o químiques. Com el seu nom ho indica, estan armats i equipats amb armes lleugeres i armes antitanque. Se sap que la infanteria lleugera de la FOE és una de les poques forces especials del món sense armilles antibalas: no es veu clarament cap armilla en els videos durant els exercicis militars. Finalment, en l'estiu de 2012, es van revelar algunes fotos de les forces especials que mostren l'ús d'armilles durant l'entrenament.

### Marina de la FOECN
Les estimacions revelen que Corea del Nord pot tenir més de 7,000 soldats de la FOE assignats a cadascuna de les costes de Corea del Sud. Amb base en el nombre de bucs disponibles per la FOE, es podria transportar a 5,000 d'aquests soldats en aproximadament 102 embarcacions amfíbies. S'espera que aquestes forces especials, una vegada en terra, intentaran infiltrar-se en el terreny accidentat de Corea del Sud per atacar a aquest país a les seves zones de rereguarda abans i durant l'inici de la renovació de les hostilitats entre els dos països. A més, la capacitat d'una petita nau amb característiques "sigiloses" permet als comandos l'habilitat de transportar-se fins a la costa sud-coreana.
Igual que altres forces especials de tot el món, l'estreta coordinació amb els seus serveis germans li proporciona el transport necessari en tot el camp de batalla. Per la FOE naval, el component més utilitzat per a la infiltració moderna han estat els submarins de la Marina de la RPDC. La marina de guerra de la RPDC té 24 submarins dièsel elèctrics classe Romeo. Aquests submarins s'utilitzen sobretot a les zones costaneres i són una excel·lent plataforma per transportar unitats fora de la costa. Els submarins especialment equipats classe Sang-O porten una petita tripulació de dinou membres i serveixen a l'únic propòsit d'infiltrar-se en la costa. Finalment, la marina nord-coreana posseeix almenys 45 minisubmarins, amb tripulacions de 2 a 5 homes ideals per infiltrar-se en la República de Corea. Aquests submarins petits resulten difícils de detectar entre les costes escarpadas de la península coreana.